# 湖北旋覆花
湖北旋覆花（学名：Inula hupehensis）为菊科旋覆花属的植物，是中国的特有植物。分布在中国大陆的湖北、四川等地，生长于海拔1,300米至1,900米的地区，见于林下和山坡草地，目前已由人工引种栽培。
其种加词“hupehensis ”意为“湖北的”。

## 异名
- Inula helianthus-aquatica C. Y. Wu ex Ling ssp. hupehensis Ling